# 조슈아 필즈 밀번

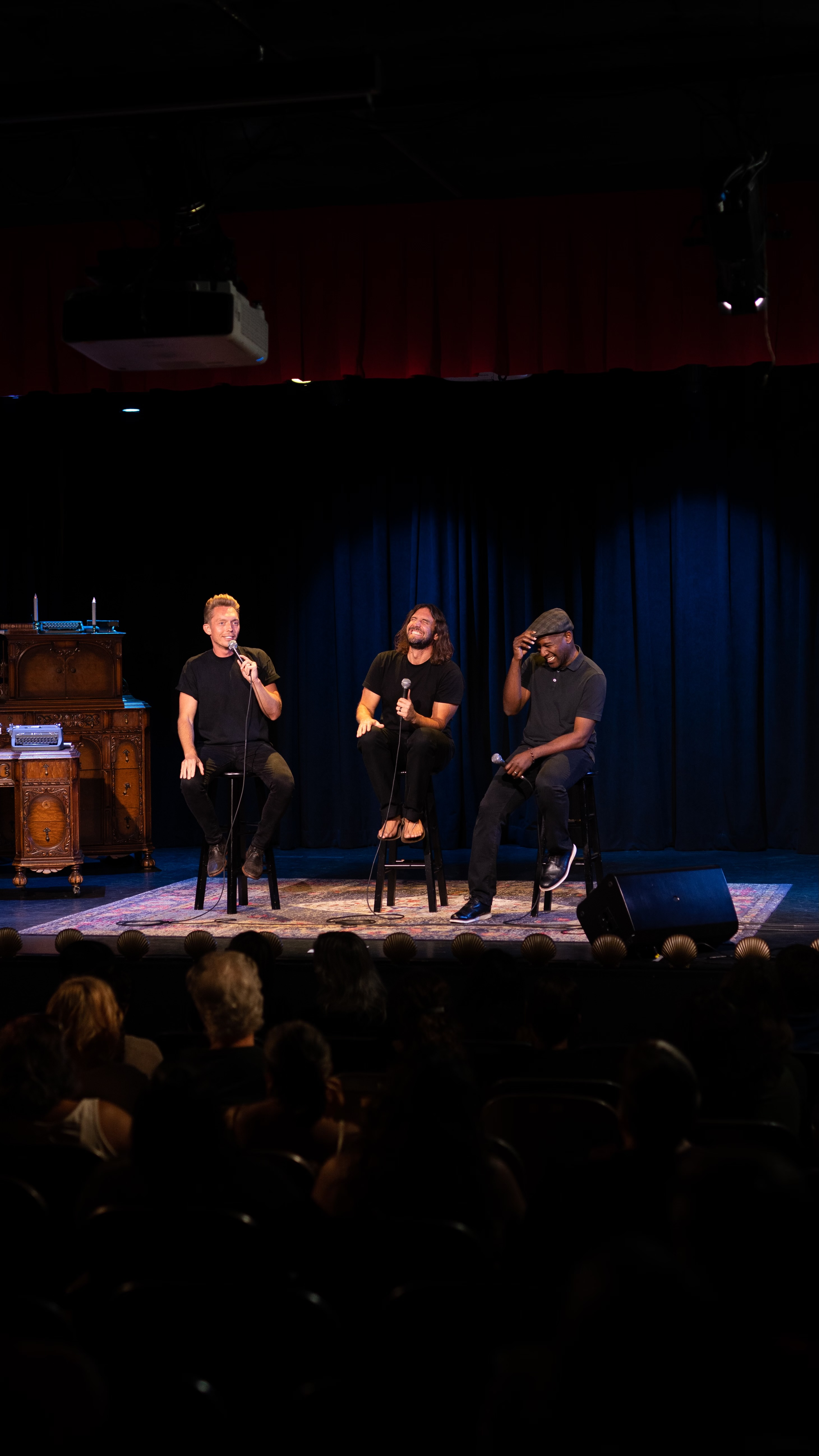
Minimalists Trio

조슈아 필즈 밀번(Joshua Fields Millburn, 1981년 6월 29일 ~ )은 미국의 작가, 다큐멘터리 제작자, 팟캐스터이며, 미니멀리즘 운동을 대중화한 미디어 브랜드인 "The Minimalists"의 공동 설립자이다.
오하이오주 데이턴에서 태어났다. 어린 시절 경제적으로 어려운 환경에서 성장하였으며, 한부모 가정에서 자랐다. 어머니는 알코올 의존증을 겪었고, 밀번은 이러한 가족 환경 속에서 조기에 독립적인 생활을 하게 되었다. 고등학교 졸업 후 대학에 진학하지 않고 곧바로 직장 생활을 시작하였으며, 지역 통신 관련 기업에서 근무하며 20대 후반에 이르러 중간관리자 및 운영이사로 승진하였다. 이 시기에는 연봉 5만 달러 이상을 받으며 150여 개 매장을 감독하는 업무를 담당하였다.
2009년, 어머니의 사망과 이혼 등의 개인적 사건을 계기로 기존의 삶의 방식을 재고하게 되었고, 이후 불필요한 물건을 제거하고 삶을 단순화하는 미니멀리즘을 실천하게 되었다. 라이언 니커디머스(Ryan Nicodemus)와 함께 미니멀리즘 실천 과정을 기록하기 위해 2010년 웹사이트 ‘TheMinimalists.com’을 개설하였다. 이후 두 사람은 ‘더 미니멀리스트(The Minimalists)’라는 이름으로 공동 활동을 시작하였다.
2011년에는 첫 저서 『Minimalism: Live a Meaningful Life』를 자비 출간하고, 이를 홍보하기 위해 북미 33개 도시를 순회하는 북 투어를 진행하였다. 2012년에는 장편 소설 『As a Decade Fades』를 출간하였고, 2014년에는 자전적 회고록 『Everything That Remains』를 출간하였다. 2015년에는 에세이 선집 『Essential』을, 2021년에는 『Love People, Use Things: Because the Opposite Never Works』를 공동 저술하였다.
2016년에는 다큐멘터리 영화 『Minimalism: A Documentary About the Important Things』를 공동 제작하였으며, 이 작품은 넷플릭스를 통해 방영되었다. 이 다큐멘터리는 미국을 비롯한 여러 지역의 미니멀리스트 실천자와 전문가를 인터뷰 형식으로 소개하는 방식으로 구성되었다. 2021년에는 두 번째 다큐멘터리 『The Minimalists: Less Is Now』를 넷플릭스 오리지널로 발표하였다. 이 작품은 데이타임 에미상 후보에 올랐다.
2015년부터는 팟캐스트 ‘The Minimalists Podcast’를 시작하였으며, 삶의 단순화, 소비 절제, 인간관계, 직업, 기술, 정신건강 등 다양한 주제를 다루었다. 2022년부터는 T.K. 콜먼(T.K. Coleman)이 공동 진행자로 참여하였다.
밀번은 하버드대학교, 구글, 애플 등 미국 내 주요 대학 및 기술기업에서 미니멀리즘을 주제로 한 강연을 진행한 바 있으며, TEDx 무대에서도 ‘A Rich Life with Less Stuff’와 ‘The Art of Letting Go’라는 두 개의 강연을 발표하였다. 언론 매체에서는 뉴욕타임즈, 타임, GQ, 워싱턴포스트 등에서 그와 The Minimalists의 활동을 다룬 기사를 다수 게재하였다.
2016년에는 플로리다주 세인트피터즈버그에서 Bandit Coffee Co.라는 커피숍을 공동 설립하였으며, 이후 지역 사회 기반의 자선 활동 및 커뮤니티 프로젝트에 참여하였다. 재난 구호, 아프리카 학교 건립, 식료품 협동조합 설립, 청소년 재무 교육 프로그램 운영 등 다양한 사회 기여 활동을 수행하였다.
현재까지 The Minimalists는 지속적으로 팟캐스트, 책, 다큐멘터리 등을 통해 활동을 이어가고 있으며, 밀번은 로스앤젤레스에 거주 중이다.